# París-Roubaix 1966

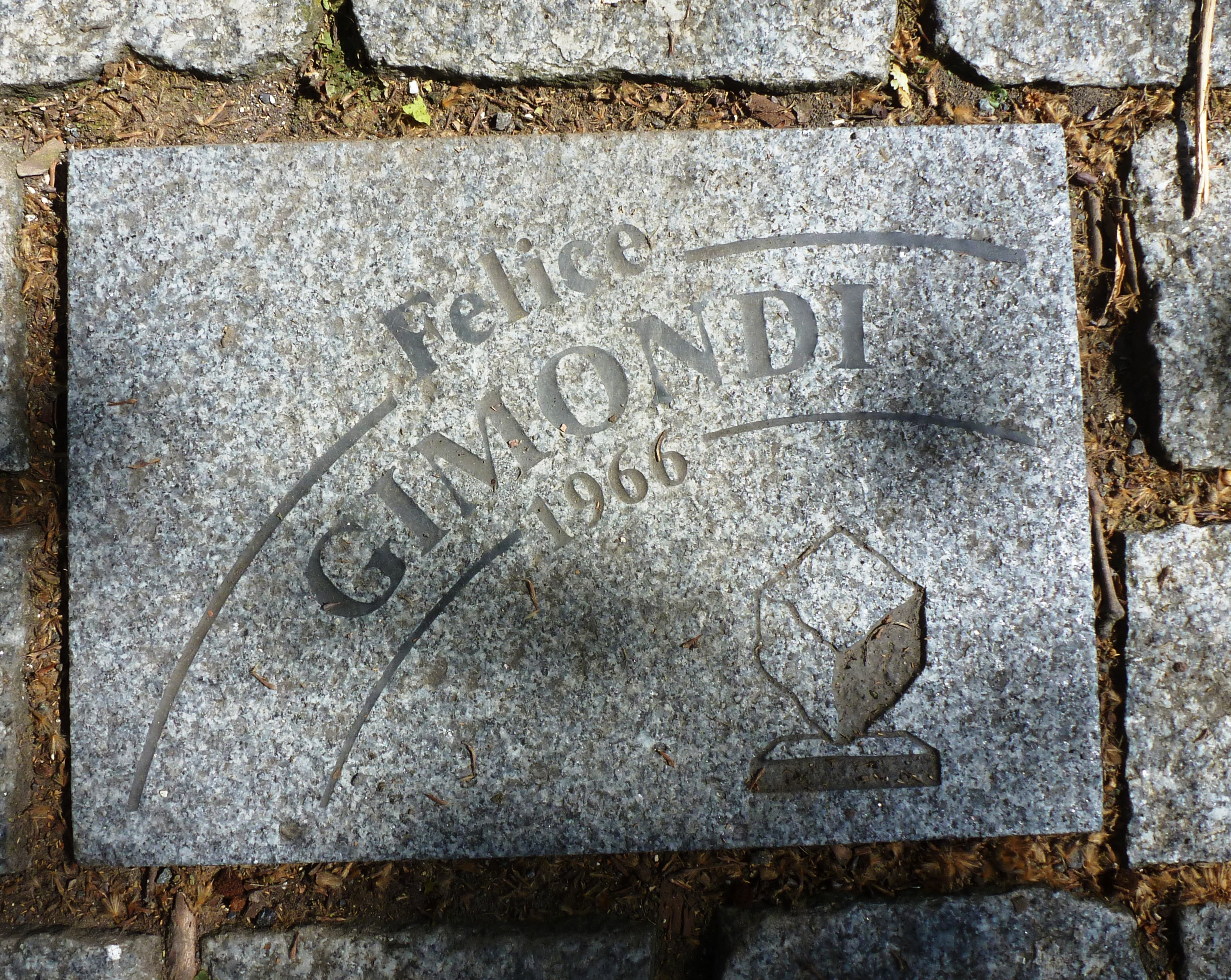
Llamborda en honor al guanyador Felice Gimondi a l'Allée Charles Crupelandt de Roubaix.

La París-Roubaix 1966 fou la 64a edició de la París-Roubaix. La cursa es disputà el 17 d'abril de 1966 i fou guanyada per l'italià Felice Gimondi, que s'imposà amb més de 4' sobre els seus immediats perseguidors en l'arribada a Roubaix, el neerlandès Jan Janssen i el belga Gustaaf Desmet.
134 ciclistes van prendre la sortida, acabant la cursa 58 d'ells.

## Classificació final
|    | Ciclista           | Equip                      | Temps      |
| -- | ------------------ | -------------------------- | ---------- |
| 1  | Felice Gimondi     | Salvarani                  | 6h 23' 32" |
| 2  | Jan Janssen        | Pelforth-Sauvage-Lejeune   | + 4' 08"   |
| 3  | Gustaaf Desmet     | Wiel's-Groene Leeuw-Gancia | m. t.      |
| 4  | Willy Planckaert   | Romeo-Smiths               | m. t.      |
| 5  | Joseph Huysmans    | Dr. Mann-Grundig           | m. t.      |
| 6  | Rudi Altig         | Molteni                    | m. t.      |
| 7  | Willy Bocklant     | Dr. Mann-Grundig           | m. t.      |
| 8  | Arthur de Cabooter | Wiel's-Groene Leeuw-Gancia | m. t.      |
| 9  | Rik van Looy       | Solo-Superia               | m. t.      |
| 10 | Gerben Karstens    | Televizier-Batavus         | m. t.      |